# 에비타 (영화)
《에비타》(Evita)는 앤드루 로이드 웨버의 뮤지컬을 바탕으로 하면서, 에바 페론의 삶을 그린 영화이다. 아카데미 상을 받았으며, 알란 파커가 감독하고, 마돈나(Madonna), 안토니오 반데라스(Antonio Banderas), 조나단 프라이스(Jonathan Pryce)가 출연했다. 1996년 12월 25일에 개봉했으며, 전미 박스 오피스에서 약 $55,047,179달러를 벌었으며, 전 세계에선 $50,047,179달러를 벌었다.
이 작품의 노래인 'You Must Love Me'가 아카데미상의 "최고의 노래"(Best Song)에 추천되었으며, 또한 골든 글로브 상에 5개나 추천되어 3개를 받은 작품이기도 하다.

## 줄거리
에비타는 아르헨티나의 정신적인 지도자이자 영부인이었으며 하위 계층을 대표하던 에바 마리아 두아르테의 삶을 추적한 영화이다. 영화 초반에, 사생아였던 그녀의 어린시절을 보여준다. 그녀는 자신의 아버지의 장례식에 참가하고자 하나 본부인의 가족이 막고 쫓아내는 과정을 또한 그린다.
15살에, 에바는 자신이 살고 있던 주닌을 떠나 이른바 '성공'을 하기 위해 빈둥빈둥 거리던 가수와 함께 부에노스아이레스에 가게된다. 그녀는 '성공'을 하기 위해 여러 남자들과 만나게 되고, 결국 그녀는 노동부 장관이었던 후안 페론을 기금 모금회에서 만나게 된다.
에바는 후안 페론을 노동자 계층에게 영합하는 포퓰리스트로 그를 이끌게 한다. 그녀는 후안 페론이 감옥에 갇혀 있을 때 라디오 쇼와 시위 등을 통해 그의 석방을 대중들에게 탄원하고, 결국 아르헨티나 정부는 그를 석방하게 된다.
페론은 대통령 선거에서 승리하게 되고, 에바는 페론의 새로운 정부가 노동자 계층에게 봉사하는 정부가 될 것을 약속한다. 그녀는 재단을 설립하고, 빈민층와 노동자층을 위해 국고에서 예산을 횡령해 재단의 돈의 원천으로 삼는다. 노동자 계층과 군인 계층은 더욱 정부에 의지하게 되지만, 엘리트 계층과 상류층은 에바의 대중 영합 정책에 실망하게 된다. 에바가 유럽을 여행하는 동안 그녀는 병이나게 되고, 결국 다시 예정된 여행을 다 채우지 못하고 아르헨티나로 돌아오게 된다. 결국, 그녀의 건강은 악화되고 휠체어로 다니게 된다. 그녀의 삶이 끝나감을 알게 됨에 따라, 자신의 삶이 짧은 것이 마치 '별'과 같다고 말한다. 그러면서 남편인 후안 페론에게 그녀 없이 살 준비를 하라며 자신의 죽음을 예견한다. 결국, 국민들은 '별'이 지는것을 대통령 궁 바깥에서 지켜보게 된다.

## 등장인물 (출연배우, 제작진)

### 출연배우
- 마돈나 – 에바 페론
- 안토니오 반데라스 – 체 게바라
- 조나단 프라이스 - 후안 페론
- 지미 네일 – 어거스틴 마갈디
- Andrea Corr - 페론의 애인
- Peter Hughes – 프랑코 총통

### 제작진
- 팀 라이스 – 작가
- 알란 파커 – 작가, 감독
- 올리버 스톤 – 작가
- 앤드루 로이드 웨버 - 작곡

## 영화 음악
앨범:
1. The Motion Picture Music Soundtrack
2. Music from the Motion Picture

싱글:
1. You Must Love Me - 마돈나
2. Don't Cry for Me Argentina - 마돈나
3. Another Suitcase in Another Hall - 마돈나
4. Buenos Aires - 마돈나

## 기타사항 (내용 설명)
에비타에 사용된 동기는 인물을 묘사하는 성격동기와 인물의 심리적 동기 그리고 사건진행을 위한 동기가 나타난다. 주인공 에바와 관련된 동기는 가장 화려했던 대통령의 영부인으로 노래할 때 사용되었던 테마송이 체에 의하여 비판과 판단을 받을 때, 백성들에게 칭송을 받을 때, 그리고 그녀의 죽음의 장면에서 나타나며 각 장면마다 함께 들려지는 반주의 리듬과 화성, 혹은 합창 등에 따라 에비타의 심정과 상황을 잘 설명해준다.
체의 동기는 관찰자로서 해설자로서 혹은 양심의 소리로서 등장하며 그 때마다 다른 인물의 동기를 노래함으로 관찰자로서 극을 진행하기도 하며 혹은 새로운 선울을 가지고 해설자로서 상황에 대한 자기의 견해를 밝히기도 한다. 특히 3곡 “이 무슨 광대짓이야”에서 A장조로 노래할 때 화성적 진행이 선율적으로 7음을 내려 조성적 변화를 꾀하고 있다. 그리고 체의 넓은 하행도약과 함께 이루어지는 감화음은 어떤 조에서도 전조가 가능하여 인물의 등장을 유도하고 있으며 체의 에바에 대한 내면의 소리이기도 하다. 마갈디의 동기는 마갈디 자신이 스타임을 보여주는 노래와 에바를 위로하는 설득의 동기가 나타나며 마갈디 자신의 노래로 마갈디의 존재를 그리고 설득의 동기로 마갈디가 설득 할 때의 모습이 연상되게 한다.
페론의 동기는 그의 소심한 성격을 보여주듯 화성의 조그만 변화에 따라 선율도 바뀌는 소신 없는 인물로 묘사되어 있고 리듬도 그런 주저함을 나타내듯 당김음 사용을 통하여 반주부의 박자와 다른 복합박자의 성격을 띠게 한다. 에바에게 쫓겨 나는 페론의 정부의 노래는 결국 쫓아냄의 동기가 되어 귀족들을 쫓아 낼 때 사용된다. 그 외에 야망, 사랑. 이별, 죽음, 굴욕의 동기들이 곡들 중에 사용되어 인물들의 심리와 극의 흐름을 관객들이 느끼도록 한다. 결론적으로 뮤지컬 에비타에 나타난 유도동기를 통하여 극의 흐름과 인물의 심리적 변화까지 느끼게 하여 완벽한 극적 완성도를 이루어 내었다.